# Ethochorema
Ethochorema is een geslacht van schietmotten van de familie Hydrobiosidae.

## Soorten
- E. brunneum (Mosely, 1953)
- E. hesperium (A Neboiss, 1962)
- E. kelion A Neboiss, 1977
- E. nesydrion (A Neboiss, 1962)
- E. ochraceum (Mosely, 1953)
- E. secutum A Neboiss, 1977
- E. turbidum (A Neboiss, 1962)